# Pardosa lyrivulva
Pardosa lyrivulva là một loài nhện trong họ Lycosidae.
Loài này thuộc chi Pardosa. Pardosa lyrivulva được Friedrich Wilhelm Bösenberg & Embrik Strand miêu tả năm 1906.